# Pianola

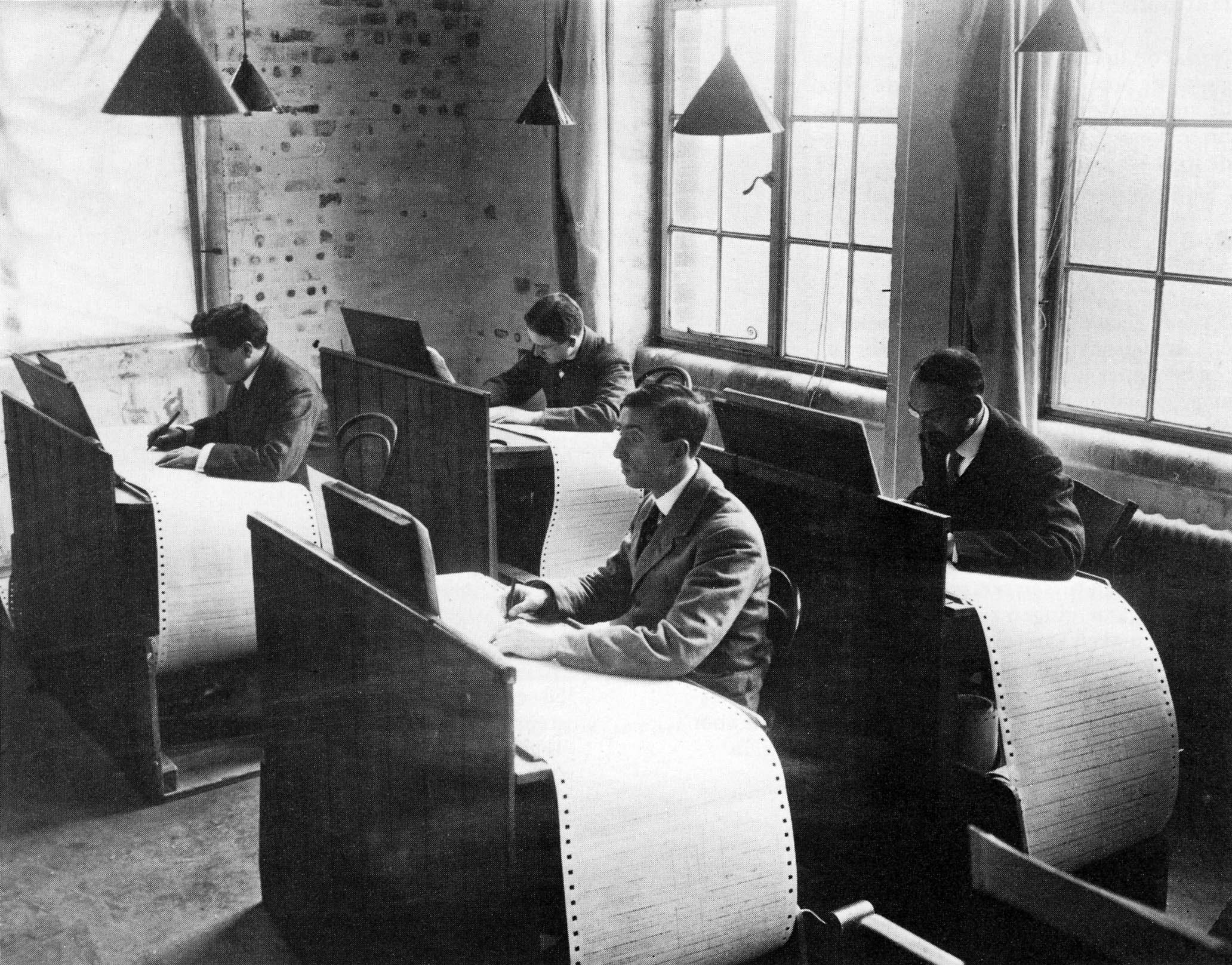
Treballadors punxant rotlles per pianola en un taller londinenc de la Aeolian Company (1911).

El piano mecànic (també conegut com a pianola pel nom d'un model de la casa Aeolian) és un instrument musical que incorpora el mecanisme del piano al qual s'agreguen elements mecànics i pneumàtics per permetre la reproducció automàtica de la música perforada en un rotllo de paper. En realitat es tractaria d'una pianola/piano, ja que permet tant la seva execució manual per un pianista com la seva execució automàtica mitjançant un rotllo de paper perforat.

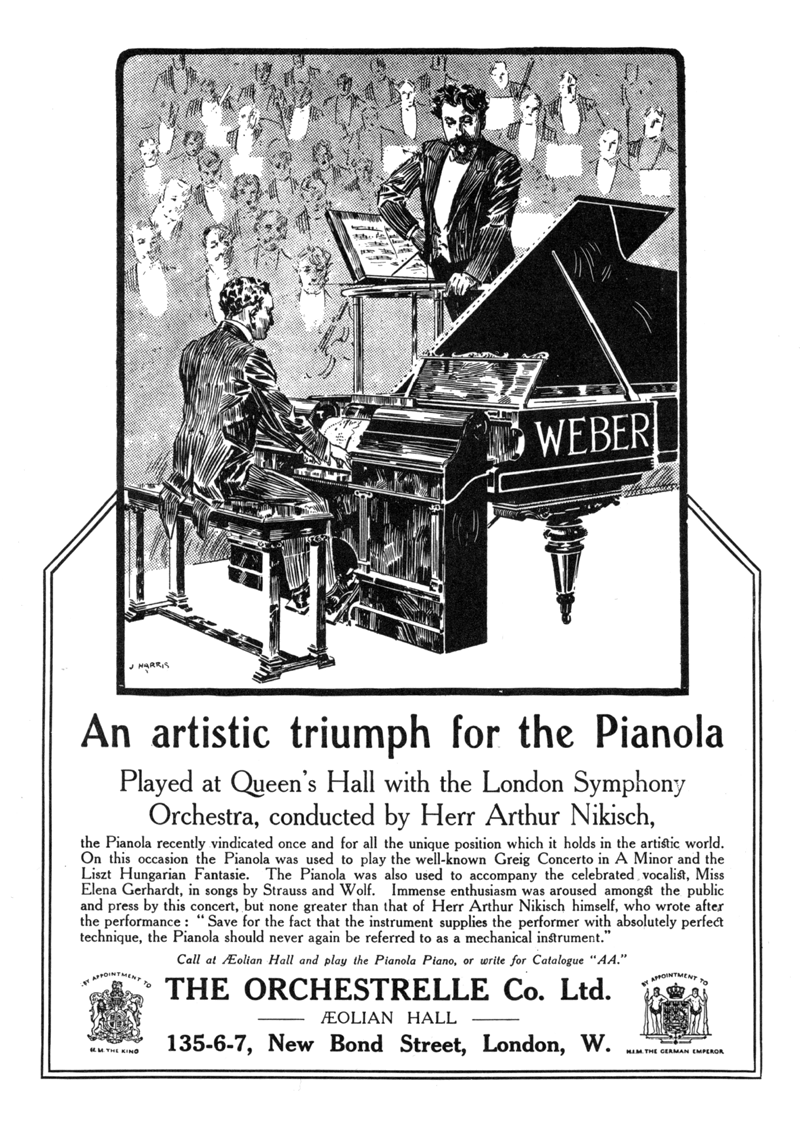
Propaganda de pianoles The Orchestrelle-aparell pneumàtic que es posava davant d'un piano comú de cua-a la revista The Connoisseur (Londres, abril de 1912). El text diu: «Un triomf artístic de la pianola, executada a la Sala de la Reina amb l'Orquestra Simfònica de Londres, conduïda per Herr Arthur Nikisch; va ser usada per a executar el conegut Concert en la menor de Greig i la Fantasia hongaresa de Liszt. La pianola també es va usar per acompanyar la cèlebre vocalista Miss Elena Gerhardt, en cançons de Strauss i Wolf. Aquest concert ha generat un immens entusiasme entre el públic i la premsa, però cap més gran que el del propi Herr Arthur Nikisch, que després del concert va escriure: "Excepte pel fet que reemplaça l'executant amb tècnica absolutament perfecta, la pianola no hauria de ser considerada mai més com un instrument mecànic ". Truqui a la Sala Aeolian i toc la pianola piano, o demani per correu el catàleg AA ».

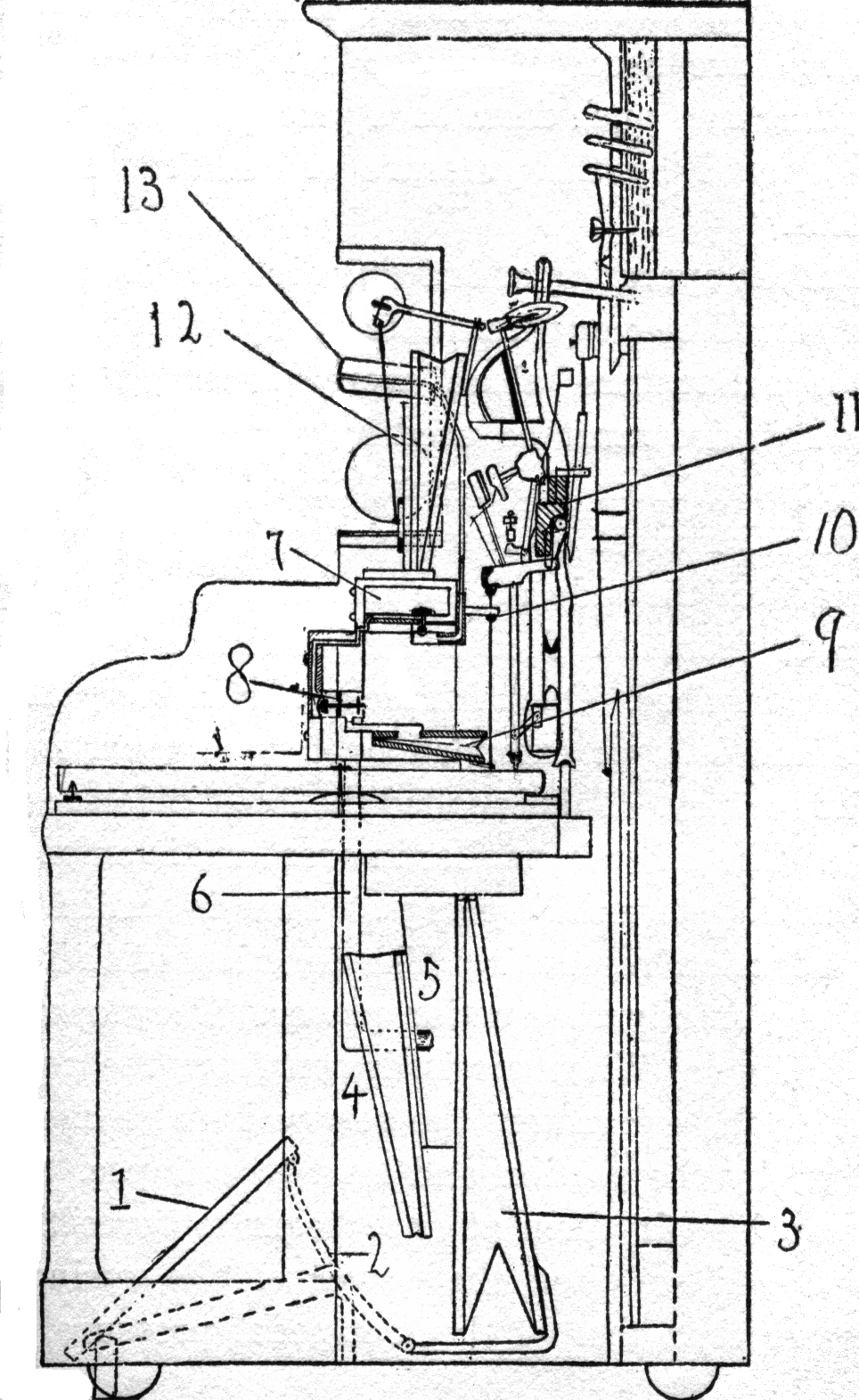
Gràfica de l'interior d'un piano mecànic: 1) pedal; 2) connexió del pedal; 3) escapament (només es mostra un); 4) dipòsit d'alta tensió (no es mostra el dipòsit de baixa tensió); 5) tronc de la fuita; 6) tub d'escapament del motor; 7) espai d'aire sobre les vàlvules primàries; 8) vàlvules secundàries; 9) colpejador pneumàtic <! - striking Pneumatic - >; 10) connexió des del pneumàtic amb l'acció del piano; 11) acció del piano; 12) motor pneumàtic; 13) tauler de tracker (el rotlle de música passa per aquest tauler).

## Mecanisme
El mecanisme pneumàtic és abastit per un grup de manxes-mogudes generalment per pedals accionats per una persona-, sense que aquesta requereixi coneixements musicals. Aquestes manxes poden ser accionades per un motor elèctric.

### Interacció amb la pianola
La pianola original va ser dissenyada per a ser una veritable experiència musical interactiva, en lloc de merament un instrument automàtic: d'aquí la raó per la qual està equipada amb manetes de control interactives amb la intenció que amb la «pianola» cadascú creés una actuació musical d'acord amb el seu propi gust.
La pianola proveïa a aspirants a pianistes i amants de la música amb la destresa tècnica que els faltava mentre els permetia controlar l'actuació musical interactivament com si es tractés de virtuosos pianistes.

## Predecessors
La idea dels dispositius musicals automàtics es remunta a molts segles enrere, i l'ús de corrons per a accionar mecanismes de percussió (com el toc de campanes en un rellotge) es va perfeccionar molt abans de la invenció del piano. Aquests mecanismes es van estendre més tard per accionar les capses de música, que contenen un conjunt de làmines de metall afinades que són accionades pels corrons de pues.
Un dels primers instruments que es va automatitzar va ser l'orguenet, que és relativament fàcil d'accionar de manera automàtica. La potència de les notes se subministra per aire a partir d'un sistema de manxes, i l'organista o dispositiu només ha d'accionar una vàlvula per controlar l'aire disponible. L'accionament es fa per mitjà d'un corró de pues i la construcció d'orgues de corrons va evolucionar molt cap a mitjan segle xviii.
El piano és un instrument complex que requereix que cada nota sigui percudida amb una força diferent, a fi de controlar la dinàmica de la interpretació. Tota la força necessària per fer sonar una nota ha de ser donada per l'intèrpret percudint les tecles. Va resultar difícil per a un dispositiu reproductor combinar una força de percussió variable i una durada de la nota controlada. Els corrons no proporcionen una força de percussió, sinó un moviment de commutació relativament suau.
Els primers pianos de maneta movien el martell cap enrere i avançaven contínuament a mesura que l'intèrpret girava la maneta, però els martells no percudien les cordes fins que es movien lleugerament cap endavant per una pua del corró. Els martells percudien repetidament fins que la pua passava endavant. Això accionava la nota, però amb una dinàmica fixa i amb una acció de trèmolo, a diferència del que faria un pianista.
La creació del piano mecànic va haver de superar les dificultats de controlar la força de la percussió i la durada de la nota. El primer piano mecànic fou probablement el Forneaux Pianista, que funcionava amb aire comprimit per inflar les manxes quan un corró obria les vàlvules. Aquesta manxa accionava la tecla que feia sonar la nota.
L'acceleració dels desenvolupaments que van conduir al dispositiu amb 'reproductor' pneumàtic es va iniciar a la dècada de 1840 i va començar a fructificar a la dècada de 1870. L'inici del període del piano mecànic es pot veure a l'Exposició Universal de Filadèlfia, el 1876. En aquesta exposició hi havia una sèrie de dispositius de reproducció automàtica, incloent el Pianista, que tenia els elements que donarien lloc al piano mecànic.
La primera descripció d'un piano mecànic amb rotlles de paper perforat va ser a la patent francesa de Claude Seytre de 1842. El concepte era bo, però el dispositiu descrit no era pràctic en la forma en què llegia el paper perforat.
El 1847 Alexander Bain va descriure un dispositiu que usava un rotlle de paper com una "vàlvula de desplaçament" que permetia que l'aire circulés pels tubs d'un harmònium. També es produeixen harmòniums amb corrons que utilitzen aquest tipus de sistema. Tanmateix, el flux d'aire no és suficient per accionar un mecanisme de piano. El 1848, Charles Dawson d'Anglaterra va descriure un dispositiu de vàlvula de desplaçament més complex que evolucionava una mica a partir de l'invent de Bain.
Hunt & Bradish, als Estats Units, el 1849, utilitza un rotlle llegit per ressorts, aquests eren prou forts per accionar directament el mecanisme del piano. Aquest dispositiu aplicava tota la força al paper, de manera que el trencava ràpidament, i el dispositiu hauria tingut la mateixa amplada que la del teclat del piano.
El 1851, Pape, Anglaterra, va presentar una patent que va reconèixer la necessitat d'eliminar la força d'acció sobre el paper, utilitzant ressorts més lleugers per llegir el rodet i activar un dispositiu més robust que reproduís la nota: un amplificador mecànic.
El primer dispositiu per abordar el requisit pràctic d'accionar un mecanisme de piano va ser el de Forneaux, el 1863. Va reconèixer que es necessitava una vaga dura per accionar el martell cap a les tecles. Va utilitzar un corró tradicional, però va generar un dispositiu pneumàtic que inflava ràpidament la manxa per accionar la nota. El 1871 cartró perforat va substituir el corró, però encara es llegia amb ressorts. Aquest dispositiu va entrar en fabricació, i es considera el primer reproductor automàtic pràctic. Va ser exhibit a Filadèlfia el 1876.
La patent americana de Van Dusen el 1867 va ser el primer a descriure un mecanisme pneumàtic davanter accionat per un rotlle. Possiblement es basava en els treballs de John McTammany.
Hi hagué un salt important a la patent dels germans Schmoele el 1873. Van descriure un sistema de 'doble vàlvula' que funcionava com un amplificador pneumàtic, llegint el rodet elèctricament i operant la pneumàtica amb un electroimant. També el van exhibir a Filadèlfia. Amb algunes modificacions i la lectura pneumàtica del rotlle, aquest es convertiria en el piano mecànic uns 20 anys més tard, encara que els germans Schmoele mai no es van beneficiar d'això.
El 1876, John McTammany va exhibir un instrument mecànic a Filadèlfia que utilitzava un rotlle de paper i ressorts, el lleuger moviment del qual va desencadenar un dispositiu mecànic. Això va generar un harmònium. McTammany havia estat experimentant des de mitjans de la dècada de 1860, i va passar a ser un dels noms clau en la indústria dels primers instruments mecànics. Va afirmar ser l'inventor d'un instrument mecànic, però no del piano mecànic, una distinció important.
L'any 1876, a Filadèlfia, es van exhibir tres aparells que tenien els diferents components que requeriria un piano mecànic. Malgrat això, no va ser fins 20 anys més tard que tots aquests components es van combinar. Sorprenentment, el component que faltava era el lecto pneumàtic del rotlle. Això va ser amb tota probabilitat a causa de la manca d'un material hermèticament flexible per traduir el flux d'aire al moviment mecànic necessari per activar el dispositiu del reproductor.
El mecanisme que finalment es va generalitzar al segle XX era tot pneumàtic, amb un sistema de manxes accionades per pedals que proporcionaven una font de buit necessària per accionar un motor pneumàtic que acciona el carret de recollida mentre cada petita entrada d'aire a través de cada forat del rotlle de paper s'amplifica en dues etapes pneumàtiques (l'anomenat mecanisme de doble vàlvula) amb la força suficient per percudir una gran nota.

## Història
No és possible atribuir la invenció d'aquest instrument a una sola persona, ja que els seus nombrosos mecanismes van ser inventats al llarg d'un període prolongat, principalment durant la segona meitat del segle xix.
Els primers pianos mecànics domèstics funcionaven amb corrons, com els pianos de carrer, però rarament tenien més de dos corrons, cosa que limitava el repertori. Els primers intents van ser d'Alexandre Debain a França, el 1860, de fer un piano que funcionava amb targetes de fusta, anomenades "planchettes", que tenien pues que sortien de'aquestes targetes per activar les tecles del piano, però malgrat tenir un repertori més ampli de melodies, no es popularitzà.
Una de les versions més famoses va ser la creada per Edwin Scott Votey a 1896 a la ciutat de Detroit (Michigan), coneguda com a piano player. Es tracta d'un mecanisme que s'ajustava al teclat del piano per tal d'activar de manera automàtica les tecles. La casa Aeolian Company el va patentar juntament amb Votey, amb el nom de pianola. Theodor P. Brown va incorporar aquest mecanisme als pianos verticals, amb el nom de player piano, instrument que en espanyol es va denominar autopiano i en francès piano automatique.
No va ser fins al 1901 que Melville Clarke produí el primer piano que contenia el mecanisme dins l'instrument i que no necessitava un mecanisme extern, aconseguint per primera vegada que el rotlle activés el teclat del piano. Aquests primers instruments només feien sonar 58 notes del teclat, i més tard vindrien els de 65 notes.

### Compositors per pianola
- George Antheil
- George Gershwin
- Enric Granados
- Edvard Grieg
- György Ligeti
- Conlon Nancarrow (1912-1997)
- Ígor Stravinski

## La pianola a Catalunya
A Catalunya, l'any 1905 va ser creada la primera productora de rotlles de pianola: la fàbrica "La Solfa", fundada a La Garriga per Joan Baptista Blancafort (pare del compositor Manuel Blancafort, la formació musical del qual es va veure marcada per haver treballat a la fàbrica del seu pare traslladant les notes dels pentagrames a les cintes contínues de la pianola). La indústria, productora de rotlles Victòria, exportava la seva producció a Europa, Amèrica i Oceania, i va arribar a produir més de quatre-mil obres entre 1919 i 1930.
A inicis del segle xxi, la troballa de més de 2000 rotlles de pianola a una masia del Priorat va propiciar la creació del Pianola Roll Digitizer, una nova tecnologia per digitalitzar la música emmagatzemada en rotlles perforats. La investigació liderada per la Universitat Autònoma de Barcelona va trobar obres inèdites de Manuel Blancafort i Frederic Mompou, signades sota pseudònim, algunes de les quals daten de 1914.
Una de les pianoles més antigues que es conserven a Catalunya és la de la Biblioteca de Catalunya, adquirida l'any 2009 juntament amb 74 rotlles: un model Apollo Player Piano construït per la Melville Clark Co. l'any 1913, un dels primers models capaços de reproduir 88 notes, el mateix nombre que un piano. Originalment pertanyia a Isabel de Urruela, marquesa de Retes, membre de la família Arnús-Sert.